# Cinematografia din Bulgaria
Cinematografia din Bulgaria a luat naștere la începutul secolului al XX-lea. 
Unul dintre primele filme bulgărești este Bulgarul este galant (1910), însă acesta a fost pierdut în bombardamentele din timpul celui de-al Doilea Război Mondial, iar Vassil Ghendov a realizat în 1915 un remake al acestuia, intitulat Bulgarul este un gentleman. Tot Vassil Ghendov  a realizat primul film sonor din Bulgaria în anul 1930: Буря на младостта (Furtuna tinereții).

## Regizori
Vezi Listă de regizori bulgari

## Actori și actrițe
Vezi Actori și actrițe din Bulgaria

## Festivaluri
Vezi Festivalul de Film de la Sofia

## Filme reprezentative
Vezi Listă de filme din Bulgaria
- (1962) Тютюн – Tutun (Nominalizat la categoria Palme d’Or la Festivalul de la Cannes)
- 1971 – Trimata ot zapasa - unul dintre clasicii cinematografiei bulgare din acei ani
- (1981) Хан Аспарух – Hanul Asparuh
- (1988) Време на насилие – Vremea cruzimii (nominalizat la categoria Un Certain Regard la Festivalul de la Cannes)
- (1988) Вчера – Ieri
- (2008) Дзифт – Asfalt/Rahat